# Mercey (Eure)
Mercey és un municipi francès al departament de l'Eure (regió de Normandia). L'any 2007 tenia 53 habitants.

## Demografia

### Població
El 2007 la població de fet de Mercey era de 53 persones. Hi havia 24 famílies de les quals 8 eren unipersonals (4 homes vivint sols i 4 dones vivint soles), 4 parelles sense fills i 12 parelles amb fills.
La població ha evolucionat segons el següent gràfic:
Habitants censats

### Habitatges
El 2007 hi havia 26 habitatges, 22 eren l'habitatge principal de la família, 3 eren segones residències i 1 estava desocupat. Tots els 26 habitatges eren cases. Dels 22 habitatges principals, 18 estaven ocupats pels seus propietaris, 1 estava llogat i ocupat pels llogaters i 3 estaven cedits a títol gratuït; 1 tenia una cambra, 2 en tenien dues, 3 en tenien tres, 6 en tenien quatre i 10 en tenien cinc o més. 19 habitatges disposaven pel capbaix d'una plaça de pàrquing. A 9 habitatges hi havia un automòbil i a 12 n'hi havia dos o més.

### Piràmide de població
La piràmide de població per edats i sexe el 2009 era:
| Homes | Edats   | Dones |
| ----- | ------- | ----- |
| 0     | 95 o +  | 0     |
| 0     | 90 a 94 | 0     |
| 0     | 85 a 89 | 0     |
| 0     | 80 a 84 | 0     |
| 0     | 75 a 79 | 0     |
| 0     | 70 a 74 | 0     |
| 0     | 65 a 69 | 0     |
| 8     | 60 a 64 | 0     |
| 0     | 55 a 59 | 4     |
| 0     | 50 a 54 | 4     |
| 0     | 45 a 49 | 0     |
| 0     | 40 a 44 | 8     |
| 4     | 35 a 39 | 0     |
| 4     | 30 a 34 | 0     |
| 4     | 25 a 29 | 0     |
| 8     | 20 a 24 | 12    |
| 4     | 15 a 19 | 4     |
| 0     | 10 a 14 | 0     |
| 0     | 5 a 9   | 0     |
| 0     | 0 a 4   | 4     |

## Economia
El 2007 la població en edat de treballar era de 34 persones, 28 eren actives i 6 eren inactives. De les 28 persones actives 24 estaven ocupades (13 homes i 11 dones) i 4 estaven aturades (4 dones i 4 dones). De les 6 persones inactives 3 estaven jubilades, 1 estava estudiant i 2 estaven classificades com a «altres inactius». L'any 2000 a Mercey hi havia 5 explotacions agrícoles.

## Ocupació del sol

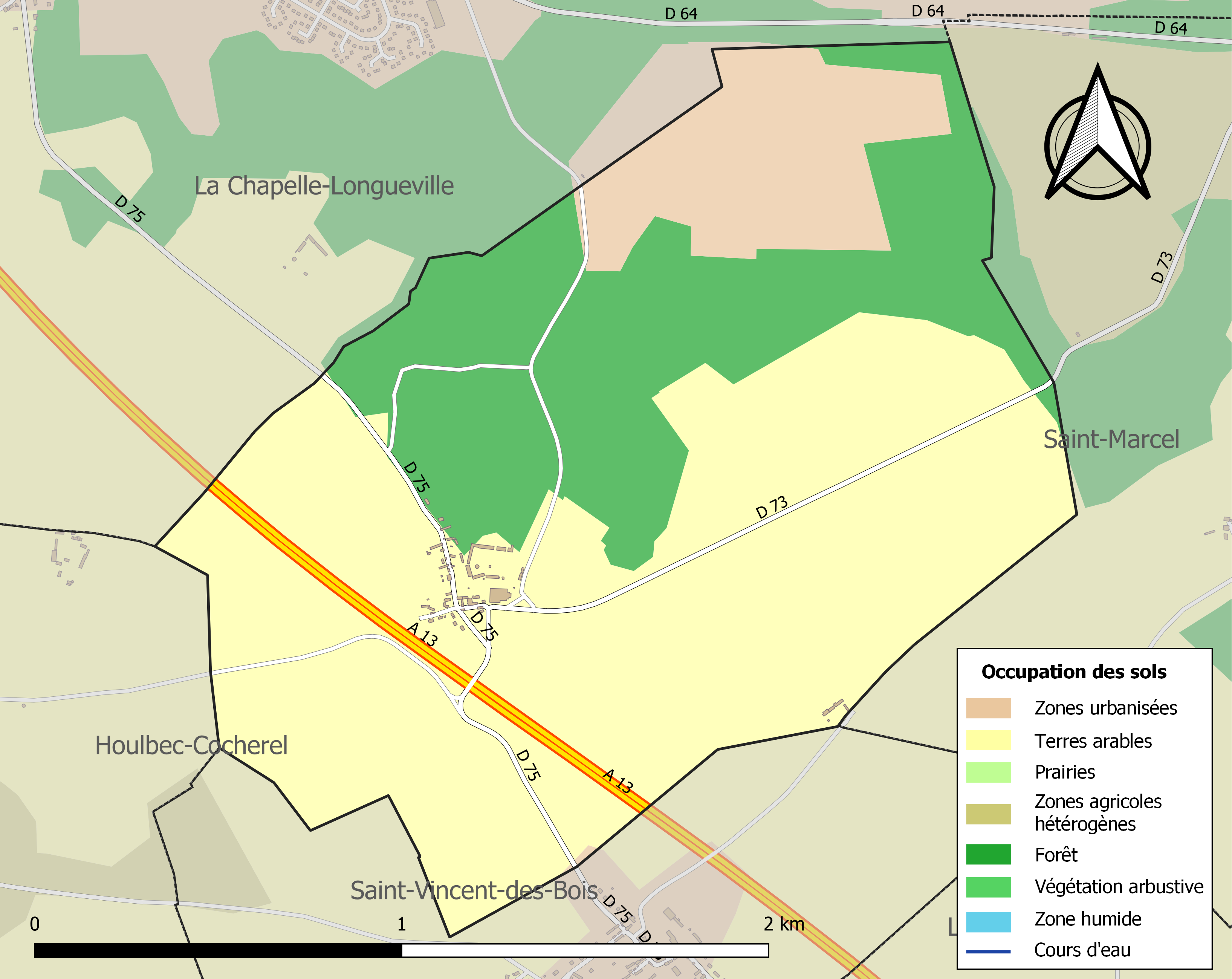
Carta acolorida representant l'ocupació dels sols del terme el 2018

La cobertura del sòl del municipi, tal com es desprèn de la base de dades europea biofísica d'ocupació dels sols CORINE Land Cover (CLC), està marcada per la importància del sòl agrícola (60,7% el 2018), una proporció idèntica a la de 1990 (60,6%). La distribució detallada el 2018 és la següent: terres de conreu (60,6%), boscos (28,7%), mines, abocadors i obres (10,5%), zones urbanitzades (0,1%), zones agrícoles heterogènies (0,1%).
L'IGN també ofereix una eina en línia per comparar l'evolució en el temps de l'ús del sòl al municipi (o territoris a diferents escales). Diversos períodes són accessibles en forma de mapes o fotografies aèries: la Carta de Cassini (s. XVIII), el mapa carte d'état-major (1820-1866) i el període actual (des del 1950 fins avui dia).

## Poblacions properes
El següent diagrama mostra les poblacions més properes.